# Cheud
Cheud – wieś w Rumunii, w okręgu Sălaj, w gminie Năpradea. W 2011 roku liczyła 898 mieszkańców.